# NGC 2188
NGC 2188 is een balkspiraalstelsel in het sterrenbeeld Duif. Het hemelobject werd op 9 januari 1836 ontdekt door de Britse astronoom John Herschel.

## Synoniemen
- ESO 364-37
- MCG -6-14-8
- AM 0608-340
- PGC 18536